# Оганесян, Иван Джонридович
Ива́н Джонри́дович Оганеся́н (род. 9 марта 1973, Саратов, Саратовская область, РСФСР, СССР) — российский киноактёр.

## Биография
Иван Джонридович Оганесян родился 9 марта 1973 года в Саратове, в семье оперного певца Джонрида Аршавировича Оганесяна и пианистки. По национальности — армянин.
Некоторые источники приводят информацию о том, что Иван Оганесян окончил среднюю специальную музыкальную школу при Белорусской государственной консерватории по классу виолончели. Журнал «7 дней», опубликовавший интервью с Иваном Оганесяном, даёт такие сведения: «Знакомые рассказали, что талантливые педагоги есть в Минске. Там, при музыкальной школе имелся интернат для одарённых детей из других городов, куда Иван … и переехал. Пару лет спустя он опять сменил город: поступил в ЦМШ при Московской консерватории». Сам Иван Оганесян в другом интервью об это сказал так: «В четырнадцать лет я уехал в Минск. Почему-то именно этот город возник в голове моей мамы — там жили то ли родственники, то ли знакомые, от которых она узнала, что в белорусской столице есть потрясающий педагог. И я отправился к нему поступать. Жил в интернате, учился, играл, даже подавал надежды, но… Не складывалось у меня что-то с учёбой. Если бы занимался прилежнее, наверное, стал бы неплохим виолончелистом. В 1989 году я приехал в Москву и поступил в ЦМШ при Московской консерватории».
Учился на музыкальном факультете РАТИ (ГИТИС), куда был зачислен сразу на второй курс.
В 1997 году поступил в актёрскую мастерскую Петра Наумовича Фоменко режиссёрского факультета РАТИ-ГИТИС, но не окончил её. Сам Иван говорил об этом так: «… Потом в моей жизни произошёл очередной зигзаг. В Москву приехали агенты из израильского театра „Гешер“. Я прошёл кастинг, бросил учёбу у Фоменко, ушёл от Виктюка и поехал в Израиль. Через неделю вернулся — долгая история и неинтересная, всё дело в документах. Суть в другом — я вернулся, а мосты-то все сожжёны…».
Участвовал в московском мюзикле «Норд-Ост». 23 октября 2002 года, во время теракта на Дубровке, Иван находился на сцене (в здании Дома культуры ОАО «Московский подшипник», расположенном в доме № 7 на улице Мельникова в Москве), играл в этом мюзикле лётчика, и, в числе всех присутствующих там артистов и зрителей, был захвачен террористами в заложники, трое суток удерживался ими и был освобождён в результате проведённой операции по освобождению заложников. Его старшей дочери Олесе тогда, 24 октября 2002 года, исполнился один год.

### Личная жизнь
- Первая жена — Анна, окончила МГИМО, живет в Лондоне и работает там экономистом[1][2].
  - Дочь — Олеся Ивановна Оганесян (род. 24 октября 2001), живёт с матерью в Лондоне[1][2].
- Вторая жена — Елена (род. 1975), родом из Украины, парикмахер[5].
  - Дочери-близнецы — Александра Ивановна Оганесян и Евгения Ивановна Оганесян (род. сентябрь 2015)[5].

## Творчество

### Роли в кино
1. 2003 — Желанная — шахматист
2. 2003 — Спасти и выжить — Андрей Смирнов
3. 2004 — Только ты — Алик
4. 2004 — Четыре Любови — Сергей Глотов
5. 2005 — Лебединый рай — Шура
6. 2005 — Жених для Барби — доктор
7. 2005 — Персона нон грата — Стac Лапин, владелец частного детективного агентства «Смалсус Лапинас»
8. 2005 — Подруга особого назначения — Дима Волков, друг Варвары
9. 2006 — Всегда говори «всегда» 3 — Денис Тарасов
10. 2006 — Виола Тараканова. В мире преступных страстей — Сергей Крыжовников
11. 2006 — Иван Подушкин. Джентльмен сыска — Максим Воронов, майор милиции, следователь, муж Люси
12. 2006 — Снежная королева — Игорь
13. 2007 — 2011 — Закон и порядок: Отдел оперативных расследований — Андрей Панкратов, майор, следователь отдела оперативных расследований
14. 2007 — Колье для снежной бабы — Иван Платонов
15. 2007 — Мужская интуиция — Антон Александрович
16. 2008 — Скелет в шкафу — Вовa
17. 2008 — Уравнение со всеми известными — Константин Владимирович Колесов
18. 2009 — Крем — Сергей Коловорот, фотохудожник
19. 2009 — Спальный район — Андрей Маслов, брат Ильи, средний сын Анны, владелец небольшого автосервиса
20. 2010 — Голоса (серии № 1-2) — Георгий
21. 2011 — Охраняемые лица — Андрей Кудряш
22. 2011 — Печать одиночества — Вова
23. 2011 — Дублёрша — Никита Воронцов, муж Риты, бизнесмен
24. 2011 — Нелюбимый — Борис Романович, бизнесмен
25. 2011 — 2012 — Москва. Три вокзала — Сергей Михайлович Рубцов, майор милиции
26. 2011 — 2012 — Хозяйка моей судьбы — Макс
27. 2012 — Диван для одинокого мужчины — Борис, любовник Марины, хозяин мебельного магазина
28. 2012 — Лист ожидания — Вячеслав Лобачёв, журналист
29. 2013 — Ловушка — Игорь Шемякин («Гарик»), «правая рука» Силаева
30. 2013 — Трое в Коми — Глеб Зацепин, тренер команды по гонкам на собачьих упряжках
31. 2013 — Нюхач — Виктор Алексеевич Лебедев, друг «Нюхача», полковник, начальник первого отдела СБР
32. 2014 — Так далеко, так близко — Александр Анатольевич Лещёв, капитан
33. 2015 — Нюхач 2 — Виктор Алексеевич Лебедев, друг «Нюхача», полковник, начальник первого отдела СБР
34. 2015 — Последний ход королевы — Михаил Вишняков, тележурналист
35. 2016 — Гражданин Никто — Максим Андреевич Орлов[5]
36. 2016 — Я люблю своего мужа — Сергей, муж Ольги
37. 2017 — Отцы — Олег Мальцев
38. 2017 — Нюхач 3 — Виктор Алексеевич Лебедев, друг «Нюхача», полковник, начальник первого отдела СБР
39. 2017 — Доктор Котов — Фёдор Михайлович Котов, врач-хирург в ветеринарной клинике «ЗвероВита», бывший жених Маргариты
40. 2018 — Три дня на любовь — Аркадий Марков
41. 2018 — В чужом краю
42. 2018 — Тень за спиной — Николай Кириллович Горобец, следователь по особо важным делам
43. 2019 — Случайный кадр — Андрей Евгеньевич Нестеров
44. 2020 — Шуша — Илья Власов, начальник убойного отдела полиции
45. 2020 — Бухта Глубокая — Дмитрий Сергеевич Гаранин
46. 2021 — 18-летний олигарх —  Шпинарёв Эдуард Аркадьевич, олигарх

### Работы в театре

#### Театральный центр на Дубровке
- 2002 — мюзикл «Норд-Ост» по роману Вениамина Каверина «Два капитана», поставлен в Москве авторами либретто и музыки мюзикла, продюсерами Алексеем Иващенко и Георгием Васильевым) — лётчик